# گریز بی‌نقص
گریز بی‌نقص (به انگلیسی: A Perfect Getaway) نام یک فیلم دلهره‌آور آمریکایی محصول سال ۲۰۰۹ و به نویسندگی و کارگردانی دیوید تویی است. فیلم نخستین بار در ایالات متحده آمریکا و بعد از آن در انگلستان منتشر یافت. تیموتی اولفینت، میلا یوویچ، کیلی سانچز و استیو زان از بازیگران آن هستند. فیلم در زمره ۴۰ فیلم با موضوع خلاقانه تاریخ سینما از دیدگاه وبگاه آی‌ام‌دی‌بی‌قرار گرفت. سه ماه بعد از نمایش فیلم در سینماها، نسخه بلو ری فیلم نیز منتشر شد.

## خلاصه داستان
کلیف (استیو زان) و سیدنی (میلا یوویچ) یک زوج ماجراجو هستند که تصمیم دارند شب عشقشان (ماه عسل) را در ساحل بسیار زیبای و دور افتاده، در جزایر هاوایی جشن بگیرند، آنها در جزیره با یک زوج دیگر با نامهای نیک (تیموتی اولفینت) و جینا (کیلی سانچز) آشنا می‌شوند و در کنار هم به تفریح مشغولند تا اینکه در جستجوی پیدا کردن نقطه ای بهشتی، متوجه می‌شوند توریستهای قاتلی در جزیره هستند و بهشت آنها به جهنم تبدیل می‌شود، جنازه یک زن و مرد در ساحل پیدا می‌شود و…